# Koronahegyifürdő
Koronahegyifürdő (más néven Vöröskolostor-fürdő, szlovákul: Smerdžonka) Alsólehnic településrésze Szlovákiában, az Eperjesi kerületben, a Késmárki járásban.

## Fekvése
Vöröskolostortól 1 km-re, a Lipnik-patak völgyében, Alsólehnic területének délkeleti határán fekszik.

## Története
A glaubersós hideg, kénes forrás melletti fürdőt 1820-ban alapították. A 20. század elején a Szepesség egyik legnépszerűbb fürdőhelye volt, azonban az első világháború alatt elpusztult. Területe 1920-ig Szepes vármegye Szepesófalui járásához tartozott.
Csak 1928-ban nyitották meg újra. 1948-ban egyesítették Alsólehnic, Vöröskolostor és Koronahegyifürdő településeket egy közigazgatási egységbe.

## Külső hivatkozások
- Koronahegyifürdő Szlovákia térképén
- A Pieniny-hegység honlapján

## Lásd még
- Alsólehnic
- Vöröskolostor